# Nicol Alexander Dalzell
Nicol (o Nicholas) Alexander Dalzell (* 21 de abril de 1817, Edimburgo - .. enero de 1878) fue un botánico escocés.
Obtiene su M.A. en Edimburgo, en 1837; entre 1841 y 1870 fue recolector de flora en India
comenzando como Asistente del Comisionado de Consulados de Bombay, en 1841; conservador forestal en Bombay, 1841 hasta retirarse en 1870.

## Algunas publicaciones
- Dalzell, NA; A Gibson. 1861. The Bombay Flora: Or, Short Descriptions of All the Indigenous Plants hitherto discovered in or near the Bombay presidency; together with a supplement of introduced & naturalised species.  Ed. Education Society' Press., Byculla. 444 pp. Reimpreso en 1973
- 1863. Observations on the influence of forests, and on the general principles of management, as applicable to Bombay (Selections from the records of the Bombay government. Ed. Education Society's Press. 29 pp.

## Honores
- El género Dalzellia
- La especie de gramínea Ischaemum dalzelii Stapf ex Bor
- La abreviatura «Dalzell» se emplea para indicar a Nicol Alexander Dalzell como autoridad en la descripción y clasificación científica de los vegetales.[1]